# Пон-де-Во (кантон)
Пон-де-Во (фр. Pont-de-Vaux) — кантон во Франции, находится в регионе Рона — Альпы, департамент Эн. Входит в состав округа Бурк-ан-Брес.
Код INSEE кантона — 0126. Всего в кантон Пон-де-Во входят 12 коммун, из них главной коммуной является Пон-де-Во.

## Коммуны кантона
| Коммуна              | Население, чел | Почтовый индекс | Код INSEE |
| -------------------- | -------------- | --------------- | --------- |
| Арбиньи              | 332            | 01190           | 01016     |
| Бо                   | 359            | 01190           | 01057     |
| Буассе               | 202            | 01190           | 01050     |
| Горрево              | 561            | 01190           | 01175     |
| Озан                 | 467            | 01190           | 01284     |
| Пон-де-Во            | 2004           | 01190           | 01305     |
| Ресуз                | 715            | 01190           | 01323     |
| Сен-Бенинь           | 817            | 01190           | 01337     |
| Сент-Этьен-сюр-Ресуз | 386            | 01190           | 01352     |
| Сермуайе             | 545            | 01190           | 01402     |
| Шаван-сюр-Ресуз      | 580            | 01190           | 01094     |
| Шевру                | 657            | 01190           | 01102     |

## Население
Население кантона на 1999 год составляло 7 625 человек.
| 1962  | 1968  | 1975  | 1982  | 1990  | 1999  | 2006 | 2007 |
| ----- | ----- | ----- | ----- | ----- | ----- | ---- | ---- |
| 6 812 | 7 202 | 6 990 | 7 066 | 7 286 | 7 625 | -    | -    |